# Parkmore
La distillerie de Parkmore, fondée en 1894 près de Dufftown, dans le Speyside, produisait un whisky single malt. Elle a cessé de produire du whisky en 1931, mais ses bâtiments, remarquablement conservés, servent encore à la maturation des fûts de whisky.

## Histoire
Parkmore est fondée en 1894 (soit en plein boom du whisky) par la Parkmore Distillery Co. L'effondrement rapide de la bulle spéculative sur le whisky amène, en 1900, à la revente de la distillerie à James Watson & Co. Ltd. (qui, en 1923, détenait aussi les distilleries de Balmenach, Glen Ord, Parkmore et Old Pulteney).
La James Watson & Co. Ltd. est rachetée par John Dewar & Sons Ltd. en 1923. En 1925, la distillerie devient la propriété de Distillers Company Ltd (DCL). Puis elle rejoint Scottish Malt Distilleries Ltd. en 1930, avant d'arrêter définitivement l'activité de distillation en 1931.
Une des raisons invoquées pour expliquer la fermeture de la distillerie a été que sa source ne convenait pas. En 1940, la licence et ce qui reste de la distillerie est revendu à Daniel Crawford & Son Ltd., des blenders, pour la maturation des fûts de whisky. En 1988, les bâtiments sont vidés et revendus à Highland Distillers, qui fait partie de la société William Grant & Sons.
Les halles de maltage étaient néanmoins encore opérationnelles vers 1967-1968, et les bâtiments sont encore utilisés de nos jours. Ces bâtiments, dont la très reconnaissable cheminée en « pagode », remarquablement conservés et peu modifiés depuis leur construction, sont un des plus beaux exemples d'architecture des distilleries de la fin du XIXe siècle.

## Production
Le single malt de Parkmore est aujourd'hui quasiment introuvable. Il est d'ailleurs connu que tous les tonneaux restants dans la distillerie ont été détruits lors de la fermeture.